# Cancún (obra de teatro)
Cancún es una obra de teatro del dramaturgo Jordi Galceran, estrenada en 2008.

## Argumento
Tere, Vicente, Laura y Pablo componen dos matrimonios, amigos durante dos décadas que deciden pasar unas tranquilas vacaciones en la ciudad mexicana de Cancún. Al calor de la noche caribeña y el alcohol, Reme desvela la circunstancia que desencadenó que todos ellos llegcaran a conocerse. Resulta además que solo el azar es responsable de que las parejas no se formaran de la manera contraria. Al día siguiente, Reme percibe que su realidad paralela se ha convertido en una realidad

## Representaciones destacadas
- Teatro Borrás, Barcelona, 19 de noviembre de 2008. Estreno.[2]
  - Dirección: Josep Maria Mestres.
  - Intérpretes: Lluïsa Castell, Lluïsa Mallol, Ferran Rañé y Toni Sevilla.

- Teatro Infanta Isabel, Madrid, 2014.[3]
  - Dirección: Gabriel Olivares.
  - Escenografía: Anna Tusell.
  - Intérpretes: María Barranco, Aurora Sánchez, Francesc Albiol y Vicente Romero.